# انتخابات محلی بریتانیا (۲۰۲۰)
انتخابات محلی بریتانیا (انگلیسی: United Kingdom local elections, 2020) برگزاری انتخابات محلی بریتانیا در روز پنجشنبه ۷ مه ۲۰۲۰ برگزار خواهدشد. در این انتخابات ۱۱۸شورای محلی مستقیماً ۸ شهردار کلان‌شهر انگلستان به‌علاوه ۴۰ پلیس کمیسیون جنایی و ۸ شهردار انتخاب می‌کنند.